# Комсомольское (Кыргызстан)
Комсомольское (кирг. Комсомол) — село в Сокулукском районе Чуйской области Кыргызстана. Входит в состав Фрунзенского айылного аймака.

## География
Село расположено в центральной части области, на расстоянии приблизительно 13 километров (по прямой) к северо-востоку от села Сокулук, административного центра района. Абсолютная высота — 688 метров над уровнем моря.

## Население
Согласно оценочным данным Национального статистического комитета Кыргызской Республики, численность населения села на начало 2023 года составляла 3837 человек.
| год     | 2009 | 2014 | 2015 | 2020 | 2021 | 2023 |
| ------- | ---- | ---- | ---- | ---- | ---- | ---- |
| человек | 2980 | 2644 | 3198 | 3694 | 3807 | 3837 |